# Calum Scott
Calum Scott (Kingston upon Hull, 12 de Outubro de 1988) é um cantor e compositor inglês. Ganhou a atenção mundial quando participou como concorrente no programa de televisão Britain's Got Talent, em 2015. Em seguida, ele lançou sua versão de "Dancing On My Own", da cantora Robyn, como um single que chegou a número #2 no UK Singles Chart, tornando-se o primeiro cantor solo de Hull a ter um single no top 40 desde Ronnie Hilton, na década de 1960. Já se apresentou no Rio de Janeiro, na cerimônia de encerramento dos Jogos Paralimpícos de Verão 2016, ao lado de Ivete Sangalo, cantando o tema "Transformar".
O astro, que é apontado como uma das grandes revelações dentro do gênero pop com influências soft-rock/ blue-eyed soul/ folk/ indie, e uma das vozes mais marcantes em sua geração, lançou seu álbum de estreia, Only Human, em Março de 2018, trazendo, além do já conhecido cover que o projetou à fama, composições originais que já eram ou se tornariam grandes sucessos, como "If Our Love Is Wrong", "Rhythm Inside" e o mega-hit mundial "You Are The Reason"; seguindo com uma bem-sucedida turnê internacional.

## Carreira

### 2011-14:Início de carreira
Calum Scott começou a cantar em 2011 e ganhou a competição Star Search, do Hull Daily Mail, edição 2013. Posteriormente, juntou-se ao Maroon 4 - uma banda de tributo ao Maroon 5 -, apresentando-se como lead vocal do grupo em shows pelo Reino Unido, a partir de 2014. Calum também fez parte da dupla The Experiment, com John McIntyre, a partir de 2012; a faixa de estreia "Girl (You're beautiful)" foi lançada em Setembro de 2014.

### 2015:Britain's Got Talent
Em 11 de Abril de 2015, a audição de Calum Scott para a nona temporada do Britain's Got Talent foi transmitida pela iTV. Ele apresentou o que se tornaria um cover épico da música "Dancing On My Own", da cantora Robyn, sendo aplaudido de pé pela plateia e por todos os quatro jurados; tornando-se ainda o "golden buzzer" - aquele escolhido pela campainha dourada - de Simon Cowell, o que alçou Scott a um local automático em shows ao vivo. Explicando a decisão de enviar Calum direto para as semifinais, Simon disse: "Eu nunca, nunca, em todos os anos em que fiz este show, ouvi um cara com o talento que você tem! Sua versão foi sensacional, o que me mostra que você é mais que um cantor, você é um artista e é por isso que você conseguiu (aqui referindo-se ao golden buzzer)". Após essa apresentação, Calum Scott recebeu o apoio de estrelas mundiais, como Little Mix, Ne-Yo e Ashton Kutcher. E, depois de seu êxito nesse primeiro episódio da temporada do BGT, seus seguidores no Twitter saltaram de 400 para mais de 25.000! E sua audição tornou-se "viral" ao longo dos anos, com atuais mais de 350 milhões (...e contando) de visualizações no YouTube. Na semifinal, em 29 de Maio, Calum apresentou "We Don't Have To Take Our Clothes Off", de Jermaine Stewart, em que Simon Cowell comentou: "Você realmente soa como um artista de gravação", enquanto David Williams sugeriu que o futuro astro poderia ter "sucesso em todo o mundo". O então "novo astro" ganhou a semifinal, com 25,6% dos votos, seguindo direto para a final. Na final, em 31 de Maio, apresentou "Diamonds", de Rihanna, onde mesmo com um pequeno deslize em sua performance (que o fez terminar a competição em sexto lugar dentre 12 concorrentes), o que todos recordam mesmo é de como ele foi capaz de mais uma vez superar-se e retomar brilhantemente a execução da música.

### 2016 - presente:Primeiro álbum de estúdio e Ascensão como hitmaker
Calum Scott lançou seu cover de "Dancing On My Own" de forma independente, em Março de 2016. Apesar da pouca divulgação nas rádios FM, ele se tornou um "inesperado" sucesso, primeiramente atingindo o número 40 nas paradas, em Maio; alcançando o número 4, em Julho. A música foi então adicionada ao ranking da BBC Radio2, chegando a número 2 no UK Singles Chart, em Agosto. Ainda em Julho de 2016, o cover foi certificado Ouro, no Reino Unido, tendo vendido mais de 400.000 cópias. O golden boy apresentou a canção em vários programas de televisão, como o BBC Look North, Lorraine Show, Weekend Show, Late Night with Seth Meyers, Ellen DeGeneres Show, Encontro com Fátima Bernardes (quando esteve no Brasil, em 2016), etc. Ele também promoveu seu hit em várias estações de rádio, incluindo BBC Radio Humberside, Viking FM, Radio Gibraltar, BFBS Radio e Gibraltar Broadcasting Corporation.
Paralelamente à visibilidade em ascensão, o cantor batalhou em apresentações, reuniões com empresários e gravadoras, ampliando contatos no meio musical, em busca do sonhado contrato de gravação. Em 24 de Maio de 2016, Calum anunciou através de suas contas nas redes sociais que tinha assinado com a gravadora Capitol Records. Em 16 de Setembro, ele lançou o single promocional "Transformar", uma gravação com a cantora brasileira Ivete Sangalo, como tema oficial dos Jogos Paralímpicos de Verão de 2016. Eles cantaram a música na Cerimônia de Encerramento dos Jogos Paralímpicos, em 18 de Setembro.
Foi revelado, em Setembro de 2016, que "Dancing On My Own" foi a música mais baixada do verão, no Reino Unido. Em Outubro de 2016, o cantor inglês convidou a cantora portuguesa Raquel Tavares para performar esse sucesso com ele, em um evento, e, em seguida, lançar uma música para o Citroën Family Days. Ele também se apresentou na Ilha da Madeira, em Portugal, em Agosto de 2017.
O álbum de estreia, intitulado Only Human, foi lançado em 9 de Março de 2018, tendo como primeiros singles as canções "You Are The Reason" - que posteriormente ganharia duetos com Leona Lewis, Barbara Pravi e Ilse DeLange - e "What I Miss Most" (um dos grandes sucessos do lançamento, o qual mostra a força do compositor no folk contemporâneo), além de outros hits, como "If Our Love Is Wrong", "Rhythm Inside", "Hotel Room" e a já consagrada "Dancing On My Own". A turnê "Only Human Tour" pela Europa iniciou em 25 de Abril, com show no Palais de Tokyo, em Paris.
Em 30 de Novembro de 2018, alguns meses após o lançamento e grande sucesso da primeira edição de "Only Human", ocorreu o lançamento da edição "Only Human: Special Edition", que traz, além de todas as faixas originais do anterior, quatro músicas a mais: uma já consagrada entre seus fãs, "Sore Eyes"; duas novas que se tornaram instant hits, "Need To Know" e "No Matter What" -, previamente lançada como single em Outubro de 2018, canção que estabeleceu um novo marco na carreira de Calum Scott -; e a gravação natalina "White Christmas", que o astro explicou oferecer como um afago aos fãs, por estar próximo do Natal.
Atualmente, o golden boy prepara o lançamento de seu segundo álbum de estúdio - sem título divulgado ainda e chamado carinhosamente por ele de "#CS2" -, e, enquanto o mundo vive o isolamento social causado pela pandemia do covid-19, Scott também tem feito lives nas redes sociais (uma delas com o apoio da Bulova, marca da qual é embaixador), onde já apresentou uma bela nova balada, "The Way You Loved Me", revelada recentemente no Dream Music Fest, edição 2020, em Braga, Portugal.

## Vida pessoal
Durante o período do BGT, em 2015, Calum Scott ainda não falava sobre sua vida pessoal de forma mais aberta. Com o passar dos anos, e o sucesso crescente, o artista de Yorkshire começou a procurar uma forma de abordar publicamente algumas das questões mais particulares de sua personalidade. Reservado, porém, ele só viria a falar publicamente sobre sua homossexualidade em 2017. Em Outubro daquele ano, ocasião em que fazia o opening act para a turnê de Emeli Sandé, em Glasgow, Calum concedeu entrevista ao The Scottish Sun ("Calum Scott... opens up about coming out..."), onde toca em vários pontos importantes de sua vida e trabalho.
Apesar das dificuldades iniciais, o cantor passou a lidar bem com o tema, recebendo enorme apoio público, inclusive de nomes como Alesha Dixon, David Williams e da própria Emeli Sandé. Em Outubro de 2018, o lançamento do single "No Matter What", onde narra um período doloroso de sua adolescência e o amor incondicional de sua mãe (Debbie), vem consolidar a posição de Scott como um compositor de relevância, dono de uma grande habilidade de comunicação e capaz de abordar temas pessoais sensíveis de uma forma universal, fazendo com que qualquer um possa se identificar com o seu trabalho. Mesmo que ele não faça de sua sexualidade uma bandeira, seu talento, carisma e jeito de ser já o tornaram um dos mais importantes astros lgbtq+ da atualidade. Em seu canal, no YouTube, o vídeo “Calum Scott: A Coming Out Story” conta um pouco de sua trajetória e luta de autoaceitação.
Calum trabalha e tem residência em dois países: EUA, em Los Angeles, e Inglaterra, em Hull, além de sempre ir a Londres, a trabalho. Ele continua cuidando da família - como já fazia antes da fama -, dando apoio à mãe, à irmã Jade Scott (também uma talentosa cantora; apontada por ele como uma das principais responsáveis pelo ingresso dele no mundo da música e no Britain's Got Talent) e ao sobrinho Oliver, filho dela. O cantor tem ainda outros quatro irmãos, filhos da segunda união de seu pai (Kevin), no Canadá.
O jovem astro inglês hoje vive confortavelmente, mas sem ostentação. Dedica sempre algum tempo aos seus seguidores nas redes sociais Facebook, Instagram, Twitter, YouTube, etc., onde compartilha sentimentos, seu corrido dia a dia e divulga novos trabalhos, cultivando uma relação de muita empatia com seus milhares de fãs pelo mundo, os quais o acolheram intensamente quando fez sua revelação pessoal sobre ser lgbtq e o apoóam continuamente em suas publicações, ao que ele retribui com bastante humildade e afeto.
Quanto aos boatos sobre um suposto relacionamento entre Calum e Andy Yates (o pianista/ arranjador musical que o acompanha desde 2017/ 2018), nada é confirmando por qualquer um dos dois. Houve inclusive quem afirmasse que aquele abraço, ao final do vídeo de "No Matter What", seria de Yates. Porém, já na ocasião do lançamento, o próprio diretor Ozzie Pullin explicou que teve aquele gesto em solidariedade à emoção que tomou conta de Scott na gravação da sequência final do videoclipe.

## Discografia

### •Álbuns de estúdio
| Title                       | Release details                                                                                        |
| --------------------------- | --- |
| Only Human                  | - Lançamento: 9 de Março de 2018 - Gravadora: Capitol Records - Formatos: CD, LP, Download digital     |
| Only Human: Special Edition | - Lançamento: 30 de Novembro de 2018 - Gravadora: Capitol Records - Formatos: CD, LP, Download digital |

### •Singles

#### Como artista principal
| Ano  | Título             | Posição nas paradas de pico | Posição nas paradas de pico | Posição nas paradas de pico | Posição nas paradas de pico | Posição nas paradas de pico | Certificações                                                                         | Álbum      |
| Ano  | Título             | UK                          | AUS                         | IRE                         | SCO                         | US                          | Certificações                                                                         | Álbum      |
| ---- | ------------------ | --------------------------- | --------------------------- | --------------------------- | --------------------------- | --------------------------- | ------------------------------------------------------------------------------------- | ---------- |
| 2016 | Dancing On My Own  | 2                           | 3                           | 4                           | 1                           | 93                          | - BPI: 3× Platina - ARIA: 6× Platina - RIAA: Platina - RMNZ: Platina - IFPI DEN: Ouro | Only Human |
| 2016 | Rhythm Inside      | 90                          | —                           | —                           | 23                          | —                           |                                                                                       | Only Human |
| 2017 | You Are the Reason | 43                          | 27                          | 55                          | 6                           | 123                         | - ARIA: 2× Platina - MC: 2× Platina - RIAA: Ouro - BPI: Ouro - RiSA: 5× Ouro          | Only Human |
| 2018 | What I Miss Most   | —                           | —                           | —                           | 83                          | —                           |                                                                                       | Only Human |
| 2018 | No Matter What     | —                           | 137                         | —                           | 53                          | —                           |                                                                                       | Only Human |

#### Como artista colaborativo
| Ano  | Título                          | Nota                                 | Ref.  |
| ---- | ------------------------------- | ------------------------------------ | ----- |
| 2016 | Transformar (com Ivete Sangalo) | Tema Oficial das Paraolimpíadas 2016 | [ 5 ] |

#### Como artista convidado
| Ano  | Título                                          | Álbum  |
| ---- | ----------------------------------------------- | ------ |
| 2016 | Give Me Love (Don Diablo featuring Calum Scott) | Future |

#### Créditos em composição
| Ano  | Título            | Álbum                 | Artista |
| ---- | ----------------- | --------------------- | ------- |
| 2018 | The Joke Is on Me | Thank You & Goodnight | Boyzone |

## Videografia

### Como artista principal
| Ano  | Título                            | Diretor                       |
| ---- | --------------------------------- | ----------------------------- |
| 2015 | Yours                             | Astor Production              |
| 2015 | When We Were Young                | Shoot J Moore                 |
| 2016 | Dancing On My Own                 | Ryan Pallotta                 |
| 2016 | Dancing On My Own (Tiësto Remix)  | Josh Killacky and David Moore |
| 2017 | Rhythm Inside                     | Howard Greenhalgh             |
| 2018 | You Are The Reason                |                               |
| 2018 | You Are the Reason (Duet version) |                               |
| 2018 | What I Miss Most                  | Ozzie Pullin                  |
| 2018 | No Matter What                    |                               |

### Como artista colaborativo
| Ano  | Título      | Diretor          |
| ---- | ----------- | ---------------- |
| 2016 | Transformar | Radamés Venâncio |

### Como artista convidado
| Ano  | Título         | Diretor             |
| ---- | -------------- | ------------------- |
| 2016 | Give Me Love   | Patrick Van Der Wal |
| 2019 | Love On Myself | Ivana Bobic         |

## Turnês
- 2016-2017: North American Tour
- 2018: Only Human Tour

## Prêmios & Indicações
| Ano  | Prêmio      | Categoria                 | Canção            | Resultado |
| ---- | ----------- | ------------------------- | ----------------- | --------- |
| 2017 | Brit Awards | "Single Britânico do Ano" | Dancing On My Own | Indicado  |

## Filmografia
| Ano  | Titulo                                       | Função                    | Nota                                                                 |
| ---- | -------------------------------------------- | ------------------------- | -------------------------------------------------------------------- |
| 2015 | Britain's Got Talent                         | "Ele mesmo/ Participante" | Temporada 9                                                          |
| 2016 | Cerimônia de Encerramento das Paraolimpíadas | "Ele mesmo                | Performances: "Dancing On My Own"/ "Transformar" (com Ivete Sangalo) |